# Katharina Charlotte von Pfalz-Zweibrücken

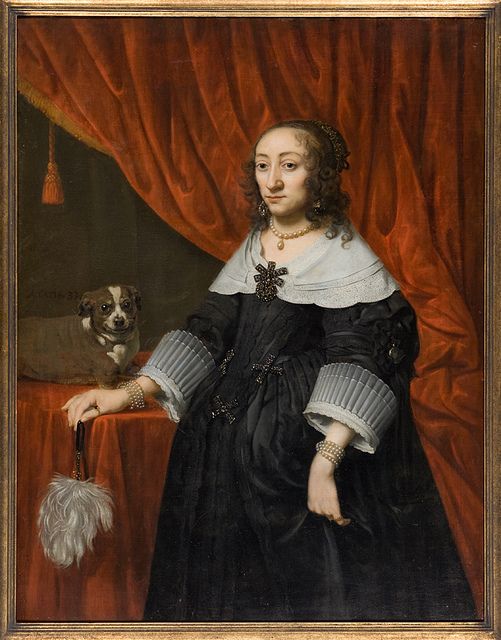
Katharina Charlotte von Pfalz-Zweibrücken, Ölgemälde von Johannes Spilberg, 1648, Stadtmuseum Düsseldorf

Katharina Charlotte von Pfalz-Zweibrücken (* 11. Januar 1615 in Zweibrücken; † 21. März 1651 in Düsseldorf) war eine geborene Pfalzgräfin von Zweibrücken und durch Heirat Herzogin von Jülich-Berg und Pfalzgräfin von Neuburg.

## Leben
Katharina Charlotte war eine Tochter des Herzogs und Pfalzgrafen Johann II. von Zweibrücken (1584–1635) aus dessen zweiter Ehe mit Luise Juliane (1594–1640), Tochter des Kurfürsten Friedrich IV. von der Pfalz.
Die reformierte Prinzessin wurde 1631 in Zweibrücken mit dem Herzog und Pfalzgraf Wolfgang Wilhelm von Neuburg (1578–1653) vermählt, einem Vetter ihres Vaters. Die Ehe der verschiedenen Glaubensrichtungen angehörenden Brautleute sollte die pfälzischen Familienbindungen festigen. Wolfgang Wilhelm war 1614 zum Katholizismus konvertiert und bemühte sich, unterstützt vom Kaiser, dem König von Spanien und einigen deutschen Reichsfürsten, um einen päpstlichen Dispens für seine zweite Ehe. Papst Urban VIII. beriet sich in dieser Angelegenheit ausgiebig mit Kardinälen, denen die Lage in Deutschland vertraut war. Der Dispens wurde unter der Bedingung erteilt, dass eventuelle Kinder aus der Ehe im katholischen Glauben erzogen werden sollten und Wolfgang Wilhelm auf seine Gemahlin einwirken solle, damit auch sie zur katholischen Glaubenslehre zurückfinde. Dies bedeutete die sakramentalische Anerkennung von Ehen zwischen Katholiken und Protestanten, die aber unter Urbans Nachfolger Innozenz X. nicht mehr ausgestellt wurde. Katharina Charlotte blieb allerdings bis zu ihrem Lebensende Protestantin. 
Katharina wurde am 4. April 1651 in der fürstlichen Gruft der Stiftskirche St. Lambertus beigesetzt, weil die Jesuiten und der Kölner Erzbischof die Bestattung der Calvinistin in der neu erbauten Hofkirche St. Andreas verweigerten. Die Herzogin vermachte den Armen in Zweibrücken, Lichtenberg, Neucastell und Meisenheim eine jährliche Spende.

## Nachkommen
Aus ihrer Ehe hatte Katharina Charlotte zwei Kinder:
- Ferdinand Philipp (* 7. Mai 1633; † 21. September 1633)
- Eleonore Franziska (* 9. April 1634; † 23. November 1634)